# SOUND SPLASH
SOUND SPLASH（サウンドスプラッシュ）は、エフエムラジオ新潟で月曜日から金曜日の夕方に放送されているラジオ番組。開局以来続いている長寿番組である。

## 概要
1987年10月1日の開局と共に番組スタート。開始当初のタイトルは片仮名表記だった。
開局当初からの番組編成では、平日における生放送の自社制作番組枠は朝と夕方が中心だったため、現在朝に放送しているFM HEAD LINE同様当時は数少ない新潟からの放送で、開始当初は午後5時15分から6時55分までの放送だった。
その後午後5時・午後4時スタートと放送時間も徐々に拡大され、2006年10月からは午後3時スタート（金曜日のみ午後4時スタート）の4時間の大型ワイド番組になっていたが、後に再び午後4時スタートとなった。
金曜日は午後1時30分から午後2時50分まで「SOUND SPLASH EX」のタイトルで拡大版が放送されている。
当初はハガキでしか番組への参加が出来なかったが、FAXやインターネットの導入・普及で、この番組に限らず、リスナーからのメッセージが増えていった。
元々新潟県は県土が広く拠点都市が多いこともあるが、モータリゼーションが発達していて、車内でラジオを聴く人も多いため、リスナーも多い。

## スタジオ
開始当初は、万代シテイ第2駐車場ビルの1階に本社及び演奏所があり、放送を行っていた第一スタジオが交差点や歩道から見えていたので、見学するリスナーや通行人がいた。
本社が現在地に移転後は同じ万代シテイのビルボードプレイス2·1階（中央区八千代2）に設置した万代シテイサテライトスタジオからの放送となり、現在も放送している模様を見ることができる。
時折アーティストやタレントなどが生放送に出演することがあり、多くの観客が集まることもある。

## パーソナリティ
2022年6月時点
- 本間紗理奈（火）
- 関田将人（月・火・水）
- 斉藤瞳（水・木）
- MikaWalker（月）
- 木村あさみ（金）
- ミノルクリス（木・金）

### 元パーソナリティ
1987年10月～　　
- （月）西脇えり子
- （火）小方恵子
- （水）藤野綾子
- （木）池田きよみ
- （金）杉原孝行

1989年4月～
- （月・火）西脇えり子
- （水・木）杉原孝行
- （金）隔週担当
- 西脇えり子、根本宣彦
- 杉原孝行、小向真理子
- 杉原孝行、内山理津子

1989年7月～
- （月・火）根本宣彦、小向真理子
- （水）杉原孝行、小向真理子
- （木・金）杉原孝行、内山理津子

1990年4月～
- （月・火・水）杉原孝行、棚橋美稚誉
- （木・金）杉原孝行、小向真理子

1992年3月～
- （月・火・水）杉原孝行、棚橋美稚誉
- （木・金）杉原孝行、村瀬充子

1993年4月～
- 杉原孝行
- 菅原克彦
- 村瀬充子

1994年1月～
- 杉原孝行
- 村瀬充子
- 1994年2月の月曜日のみ　藤沢けいが参加

1994年4月～
- 杉原孝行
- 高橋有希子
- 村瀬充子

1995年10月～
- 杉原孝行
- 藤沢けい
- 村瀬充子
- 滝沢稔

2008年4月～
- （月・火・水）千葉暢彦・上村知世
- （木・金）中村智景・高橋聡未

2009年4月～
- （月・火）ミノルクリス
- （水）上村知世
- （木・金）千葉暢彦

2010年1月～
- （月・火・金）千葉暢彦
- （水・木）上村知世

2013年4月～
- 斉藤瞳・村井杏（月）
- 北口麻奈・関田将人（火）
- 北口麻奈（水）
- 千葉暢彦（木・金）

2016年4月～
- 本間紗理奈（月）
- 関田将人（月・火）
- 斉藤瞳（火・水）
- 千葉暢彦（木・金）
- 西條詩菜（金）

2016年10月～
- 本間紗理奈（月・金）
- 関田将人（月・火）
- 斉藤瞳（火・水）
- 村井杏（水・木）
- DJ YAGI（木・金）
- 西條詩菜（EX）
- 酒井春奈（EX）

2016年12月8日～
- 本間紗理奈（月・木）
- 関田将人（月・火）
- 斉藤瞳（火・水）
- 村井杏（水・金）
- DJ YAGI（木・金）

## 番組内容
2020年7月現在
- 16:13～
  - （木） Smart money assist your life
  - （金）フィッシャーズ・チェック
- 16:46～
  - （月・火・水・木・金）Traffic & Weather
- 16:55～
  - （月・火・水・木）POWER PLAY
  - （金）Volkswagen新潟･長岡･上越 presents VW Music Story
- 17:17～
  - （月・火・水・木・金）Traffic Information
- 17:28～
  - （月・火・水・木）SUZUKI No.1 Factory[1]
  - （金）FM-NIIGATA LIKEリアル総合住宅展示場ガイド
- 17:39～
  - （第一、第二火曜）DHC酒造presents　新潟地酒スタイル～美酒求心～
  - （水）HUMMING PLAZA VIP Presents Wedding Road
  - （木）くらしの安心Ｎａｖｉ！
- 17:51～
  - （月・火・水・木・金）Traffic Information
- 18:03～
  - （月）帝京長岡Presentsラジオ版オープンキャンパスSeason４
  - （木） アトリエクラムpresents HAPPY RING シアワセノワ
  - （金）ありがとうの部屋
- 18:10～
  - （月・火・水・木・金）Traffic & 公開交通取締情報
- 18:26～
  - （木）朝日山専門店居酒屋ヤン次郎兵衛
- 18:33～
  - （第二・第四月曜）ガーデンテラスおゝ乃プレゼンツ！しあわせケッコンシキ！
  - （火）ふんわり！あったか！もみの木ハウス
  - （水）アルビ ORANGE ロード
  - （金）le.VOGUE メディカルヘアケアサポート

## 備考
本社が八千代にあった頃、金曜日のゲストコーナーのみテレビ新潟（TeNY）「夕方ワイド新潟一番」と同時生放送を実施していた。
同時生放送初期は静止画テレビ電話を使用して放送を行っていたが、後に「新潟一番」が金曜日のみ当時のFM新潟に隣接する万代シテイビルボードプレイスからの放送となったことに併せ、FM新潟第一スタジオにTeNYのテレビカメラを入れて放送を行うようになった。
その後「新潟一番」がビルボードプレイスからの放送を終了しTeNY本社からの放送に戻したため、それに併せこの同時生放送も終了した。